# Hemigrammus barrigonae
Hemigrammus barrigonae és una espècie de peix de la família dels caràcids i de l'ordre dels caraciformes.

## Morfologia
- Els mascles poden assolir 4 cm de llargària total.[3]

## Hàbitat
Viu a àrees de clima tropical entre 22 °C-26 °C de temperatura.

## Distribució geogràfica
Es troba a Sud-amèrica: conca del riu Orinoco.